# Шантелоз, Жан Клод Балтазар Виктор де
Жан Клод Балтазар Виктор де Шантелоз (фр. Jean de Chantelauze; 10 ноября 1787, Монбризон, Луара, Франция — 10 августа 1859, Замок Боплан, Пьерлат , Дром, Франция) — французский политический и государственный деятель, юрист, прокурор.

## Биография
Стал известен после Реставрации Бурбонов в 1814 году, благодаря либеральной брошюре о проекте конституции, которую консервативный сенат должен был представить королю Людовику XVIII. Позже, был назначен заместителем прокурора Монбризона. Во время Ста дней, когда Наполеон вернулся из ссылки, решил уйти в отставку.
После второй Реставрации это с октября 1815 года принесло ему должность генерального прокурора в суде Лиона.
В 1821 году де Шантелоз был награждён Большим крестом ордена Почётного легиона.
В 1827 году избран в палату депутатов, где сначала проявил некоторый либерализм, но вскоре перешёл на сторону крайних роялистов.
В мае 1830 года занял пост министра юстиции в кабинете Полиньяка. Подписал реакционные июльские ордонансы 25 июля 1830 года, не выступая ни за, ни против них. После июльской революции сопровождал короля Карла Х до Рамбуйе, а после отречения Карла Х бежал в Тур, но был арестован и заключён в Венсенский замок. Преданный вместе с Полиньяком и другими сотрудниками кабинета суда палаты пэров по обвинению в нарушении конституции был приговорён, несмотря на красноречивую защиту, к пожизненному заключению. Помилован в 1837 году.
Член Академии наук, изящной словесности и искусств Лиона (1819-1859).